# Бад-Беллинген
Бад-Беллинген (нем. Bad Bellingen) — община в Германии, в земле Баден-Вюртемберг. 
Подчиняется административному округу Фрайбург. Входит в состав района Лёррах.  Население составляет 3894 человека (на 31 декабря 2010 года). Занимает площадь 16,93 км².
Коммуна подразделяется на 4 сельских округа.

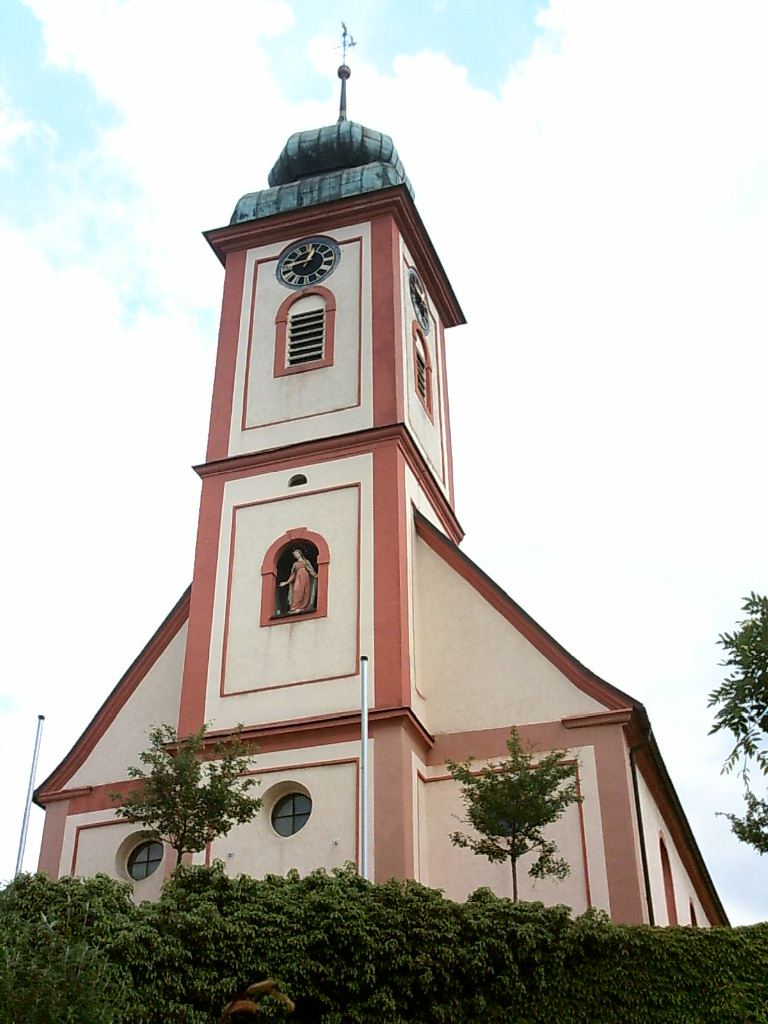
Церковь

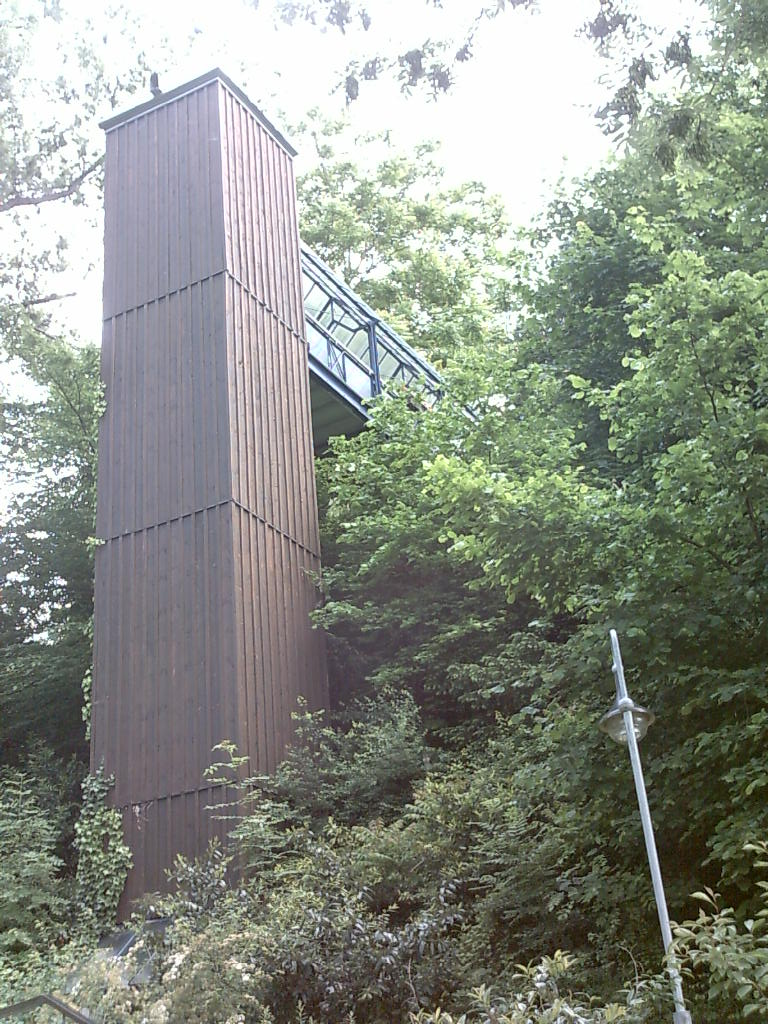
Бад-Беллинген